# Olaia e Paço
Olaia e Paço (llamada oficialmente União das Freguesias de Olaia e Paço) es una freguesia portuguesa del municipio de Torres Novas, distrito de Santarém.

## Historia
Fue creada el 28 de enero de 2013 en aplicación de una resolución de la Asamblea de la República de Portugal promulgada el 16 de enero de 2013 con la unión de las freguesias de Olaia y Paço, pasando su sede a estar situada en la antigua freguesia de Olaia.

## Demografía
| Gráfica de evolución demográfica de Olaia e Paço entre 2011 y 2021 |
|                                                                    |
| Datos según el nomenclátor publicado por el INE portugués.         |